# Ходоровски, Алехандро
Алеха́ндро Ходоро́вски Прулья́нски (исп. Alejandro Jodorowsky Prullansky; род. 17 февраля 1929, Токопилья, Чили) — актёр, режиссёр, продюсер, композитор, драматург, мим, писатель, автор комиксов и психотерапевт. Особенно известен своими эзотерическими, сюрреалистическими и шокирующими фильмами, а также рядом комиксов. Кроме того, он — спиритуалист, придерживающийся течений нью-эйдж и дзэн, и один из ведущих мировых исследователей Таро. С конца 1990-х годов большое внимание уделял разработке психотерапевтической методики под названием «психомагия», нацеленной на излечение от психологических травм, полученных на ранних стадиях жизни.

## Биография
Алехандро Ходоровски родился 17 февраля 1929 года в чилийском городе Токопилье в семье еврейских иммигрантов из Украины.
В конце 40-х — начале 50-х годов он участвовал в движении, объединившем молодые чилийские таланты. Наряду с Ходоровски в него входили Хосе Доносо, Энрике Лин, Хорхе Эдвардс. В это же время он организовал театр мимов при Экспериментальном театре Университета Чили.
В возрасте 23 лет Алехандро Ходоровски покинул Чили. В 1962 году вместе с Фернандо Аррабалем и Роланом Топором основывает постсюрреалистическое движение «Паника» (название, как подчёркивал Алехандро, происходит от имени древнегреческого бога Пана). Своими тремя началами оно провозгласило ужас, юмор и одновременность.
Карьеру режиссёра Ходоровский начал в Мексике, сняв в 1967 году фильм «Фандо и Лиз» по одноимённой пьесе Аррабаля. Показ картины на фестивале в Акапулько спровоцировал беспорядки, режиссёру пришлось сбежать с него, спасаясь от разъярённых зрителей.
Второй фильм Ходоровски, сюрреалистический вестерн «Крот», был снят в 1970 году. «Крот» принёс Ходоровски мировую известность. Аллен Кляйн, продюсер Джона Леннона предложил финансировать следующий проект режиссёра, фильм «Священная гора», снятый в 1973.
После этого он довольно долго ничего не снимал. Переехав в Париж, Ходоровски работает в труппе Марселя Марсо.
В 1975 году он готовил свой самый большой проект — экранизацию фантастического романа Фрэнка Герберта «Дюна». Ходоровски пригласил участвовать в фильме Орсона Уэллса и Сальвадора Дали. Над художественным оформлением работали французский художник Жан Мёбиус Жиро, над декорациями — Ханс Рудольф Гигер, над музыкой — Pink Floyd. Однако из-за постоянных переносов начала съёмок и «недостаточно голливудской» концепции (по словам режиссёра) продюсеры отказались от проекта. Ходоровски говорил, что хотел взять лишь канву романа и многое значительно изменить. Позже Герберт рассказывал: «Мы с Алехандро неплохо ладили, однако я видел, что он просто не собирается ничего снимать. Он написал сценарий, из которого должен был получиться 12-часовой фильм». После отмены этой работы некоторые идеи и визуальные концепции были использованы при съёмках Эпизода IV «Звёздных войн» и «Чужого». Герберт шутил по поводу первого: «Я считаю, Лукас должен мне хотя бы ужин».
Сохранившиеся более 3000 рисунков раскадровки Мёбиуса легли в основу совместного с Ходоровски комикса «L’Incal», а также в некоторой степени повлияли на фильмы «Терминатор», «Флэш Гордон», «Индиана Джонс», «Контакт», «Прометей». В 2013 году был вышел американский полнометражный документальный фильм об этой попытке экранизации — «Дюна» Ходоровски.
В 1980 году Ходоровски снимает в Индии фильм «Бивень».
В 1989 году после длительного перерыва он возвращается к работе в кино и снимает в Мексике фильм «Святая кровь». Над сценарием к нему он работал 6 лет.
В 1990 году ради заработка он снимает коммерческий фильм «Похититель радуги», считающийся провальным, где в главных ролях снялись Питер О’Тул и Омар Шариф.
В 2000 году Ходоровски получил премию Джека Смита за вклад в кинематограф на чикагском фестивале андеграундного кино. На фестивале, который посетил режиссёр, были показаны его фильмы «Крот» и «Священная гора», однако до последнего момента не было понятно, позволят ли власти показ картин с неясным легальным статусом (из-за конфликта с Алленом Кляйном, владеющим правами на эти фильмы, они официально не издавались).
В 2007 году бельгийский театр «Пуан Зеро» поставил написанную специально для него Ходоровски пьесу «Школа чревовещателей», которая имела скандальный, как и всё творчество Ходоровски, успех в Европе.
В 2011 году Ходоровски приезжает на родину в Чили, и вновь возвращается к работе в кино, снимая свой седьмой полнометражный фильм «Танец реальности», первый за два с лишним десятилетия. Премьера фильма состоялась на Каннском кинофестивале в 2013 году. Участвует в документальном фильме «Дюна» Ходоровски о его несостоявшемся кинопроекте по экранизации Дюны, премьера также состоялась на Каннском кинофестивале в 2013 году.
В 2015 году снимает восьмой полнометражный фильм «Бесконечная поэзия», являющийся продолжением автобиографической драмы «Танец реальности», премьера состоялась на Каннском кинофестивале в 2016 году.
В 2019 году Ходоровски снимает документальный фильм «Психомагия, искусство исцеления».

## Личная жизнь
Имеет двойное гражданство — Чили и Франции.
Был женат на Валери Трамбле (развелись в 1982 году). С 2003 года женат на Паскаль Монтадон.
У него пятеро детей от разных матерей. От Бернадетт Ландрю сын Бронтис (р. 1962, актёр и театральный режиссёр). Три сына от первой жены Валери Трамбле: Кристобаль (1965—2022), Тео (1971—1995), Адан (р. 1979, актёр, режиссёр и музыкант). И дочь Евгения от неизвестной женщины.
Бронтис, Кристобаль и Адан снимались в разных фильмах своего отца.
Внучка Ходоровски Алма (р. 1991) известная фотомодель, певица и актриса.

## Режиссёрские работы
- 1957 — Галстук[англ.] / La cravate («Обменённые головы» / Les têtes interverties) — короткометражный фильм по новелле Томаса Манна «Обменённые головы[нем.]»
- 1967 — Фандо и Лиз[англ.] / Fando y Lis
- 1970 — Крот / El Topo
- 1973 — Священная гора / La montaña sagrada
- 1980 — Бивень / Tusk
- 1989 — Святая кровь / Santa Sangre
- 1990 — Похититель радуги (также известен под названием «Радужный вор») / The Rainbow Thief
- 1997 — Сказки Ходо / Le contes de Jodo
- 2013 — Танец реальности / La danza de la realidad
- 2016 — Бесконечная поэзия / Poesía sin fin
- 2019 — Психомагия, искусство исцеления[фр.] / Psychomagic, a Healing Art

## Книги
- Мудрость шуток (La Sabiduría de los Chistes, 1998)
- Дитя чёрного четверга (El niño del jueves negro, 1999)
- Святой обман (La Trampa Sagrada, 2000)
- Альбина и мужчины-псы (Albina y Los Hombres-Perro, 2001)
- Там, где лучше поёт птица (Donde mejor canta un Pájaro, 2001)
- Танец реальности: психомагия и психошаманство (Danza de la realidad: Psicomagia y Psicochamanismo, 2001)
- Мудрость сказок (La sabiduría de los cuentos, 2002)
- Гусиный шаг (El Paso del Ganso, 2002)
- Сокровище тени (El tesoro de la sombra, 2003)
- Не достаточно просто говорить (No basta decir, 2003, сборник стихов)
- Палец и луна (El dedo y la luna, 2004)
- Психомагия (Psicomagia, 2004)
- Камни на пути (Piedras del camino, 2004)
- Путь Таро (La vía del Tarot, 2004)
- Учитель и волшебницы (El maestro y las magas, 2005)

На русском языке выходили:
- Альбина и мужчины-псы (KOLONNA Publications, 2004 г.)[13]
- Плотоядное томление пустоты (KOLONNA Publications, 2005 г.)
- Попугай с семью языками (KOLONNA Publications, 2006 г.)
- Сокровище тени (Kolonna Publications, 2006 г.)
- Психомагия (Постум, 2014 г.)
- Путь Таро (Касталия, 2018 г.)

## Графические новеллы
- L’Incal (художник Мёбиус)
  - 1 L' Incal Noir (1981)
  - 2 L’Incal Lumière (1982)
  - 3 Ce qui est en bas (1983)
  - 4 Ce qui est en haut (1985)
  - 5 La Cinquième Essence. 1, Galaxie qui songe (1988)
  - 6 La Cinquième Essence. 2, La Planète Difool (1988)
- Avant l’Incal (художник Zoran Janjetov)
  - 1 Adieu le père (1988)
  - 2 Détective privé de classe «R» (1990)
  - 3 Croot (1991)
  - 4 Anarcopsychotiques (1992)
  - 5 Ouisky, SPV et homéoputes (1993)
  - 6 Suicide Allée (1995)
- Après l’Incal (художник Мёбиус)
  - 1 Le Nouveau rêve (11/2000)
- Final Incal (художник Ladrönn)
  - 1 Les quatre John Difool, version luxe n&b (03/2008)
  - 2 Les quatre John Difool (05/2008)
- Aliot (художник Victor de la Fuente)
  - 1 Le Fils des ténèbres (1996)
- Anibal Cinq (художник Georges Bess)
  - 1 Dix femmes avant de mourir (09/1990)
  - 2 Chair d’Orchidée pour le Cyborg (04/1992)
- Astéroïde Hurlant (2006)
- Borgia (художник Milo Manara)
  - 1 Du sang pour le pape (11/2004)
  - 2 Le pouvoir et l’inceste (01/2006)
- Bouncer (художник François Boucq)
  - 1 Un diamant pour l’Au-delà (06/2001)
  - 2 La Pitié des bourreaux (05/2002)
  - 3 La Justice des serpents (11/2003)
  - 4 La Vengeance du manchot (05/2005)
  - 5 La Proie des louves (11/2006)
  - 6 La Veuve noire (06/2008)
- Dayal de Castaka (художник Das Pastoras)
  - 1 Le Premier Ancêtre (03/2007)
- Diosamante (художники Jean-Claude Gal и Igor Kordey)
  - 1 La Parabole du royaume en feu (1992)
  - 2 La Parabole du fils perdu (04/2002)
- Face de lune (художник François Boucq)
  - 1 La Cathédrale invisible (10/1992)
    - 1/2 Le Dompteur de vagues (09/2004)
    - 2/2 La Cathédrale invisible (09/2004)

  - 2 La Pierre de faîte (01/1997)
    - 1/2 La Pierre de faîte (09/2004)
    - 2/2 La Femme qui vient du ciel (09/2004)

  - 3 ou 5 L'Œuf de l'Âme (2004)
- Juan Solo (художник Georges Bess)
  - 1 Fils de Flingue (1995)
  - 2 Les Chiens du Pouvoir (1996)
  - 3 La Chair et la Gale (1998)
  - 4 Saint Salaud (1999)
- La Caste des Méta-Barons (художник Juan Gimenez)
  - 1 Othon le Trisaïeul (1992)
  - 2 Honorata la Trisaïeule (1993)
  - 3 Aghnar le Bisaïeul (1995)
  - 4 Oda la Bisaïeule (1997)
  - 5 Tête d’Acier l’Aïeul (1998)
  - 6 Doña Vicenta Gabriela de Rokha l’Aïeule (1999)
  - 7 Aghora le Père-mère (01/2002)
  - 8 Sans Nom, le dernier Méta-Baron (01/2004)
  - Hors série La Maison des Ancêtres (06/2000)
  - Int. La Caste des Méta-barons — L’intégrale (11/2003)
- Le Cœur couronné (художник Мёбиус)
  - 1 La Folle du Sacré Cœur (11/1992)
  - 2 Le Piège de l’irrationnel (11/1993)
  - 3 Le Fou de la Sorbonne (11/1998)
- Le Dieu jaloux (художник Silvio Cadelo)
  - 1 Le Dieu jaloux (06/1984)
  - 2 L’Ange carnivore (01/1986)
  - Int. La Saga d’Alandor (04/1991)
- Le Lama blanc (художник Georges Bess)
  - 1 Le Premier Pas (1988)
  - 2 La Seconde Vue (11/1988)
  - 3 Les Trois Oreilles (09/1989)
  - 4 La Quatrième Voix (01/1991)
  - 5 Main Ouvert, Main Fermée (11/1992)
  - 6 Triangle d’Eau, Triangle de Feu (09/1993)
- Le Monde d’Alef-Thau (художник Nizzoli)
  - 1 Résurrection (03/2008)
- Les Aventures d’Alef-Thau (художник Arno)
  - 1 L’Enfant Tronc (03/1983)
  - 2 Le Prince Manchot (09/1984)
  - 3 Le Roi Borgne (09/1986)
  - 4 Le Seigneur des Illusions (09/1988)
  - 5 L’Empereur Boiteux (11/1989)
  - 6 L’Homme sans Réalité (05/1991)
  - 7 La Porte de la Vérité (10/1994)
  - 8 Le Triomphe du Rêveur (11/1998) (художник Covial)
- Les Technopères, (художник Zoran Janjetov)
  - 1 La Pré-école Techno (04/1998)
  - 2 L'École pénitentiaire de Nohope (11/1999)
  - 3 Planeta Games (11/2000)
  - 4 Halkattrazz, l'étoile des Bourreaux (11/2002)
  - 5 La secte des Techno-évêques (05/2003)
  - 6 Les secrets du Techno-Vatican (04/2004)
  - 7 Le Jeu parfait (05/2005)
  - 8 La Galaxie promise (09/2006)
- Mégalex (художник Fred Beltran)
  - 1 L’anomalie (11/1999)
  - 2 L’ange Bossu (04/2002)
  - 3 Le coeur de Kavatah (02/2008)